# Henodus
Henodus is een geslacht van uitgestorven reptielen, behorende tot de Henodontidae, een groep Placodontia uit het Laat-Trias. Henodus leefde in het gebied wat nu Duitsland is. Henodus wordt gekenmerkt door zijn schildpadachtige voorkomen. Het geslacht Henodus telde slechts als enige soort Henodus chelyops.

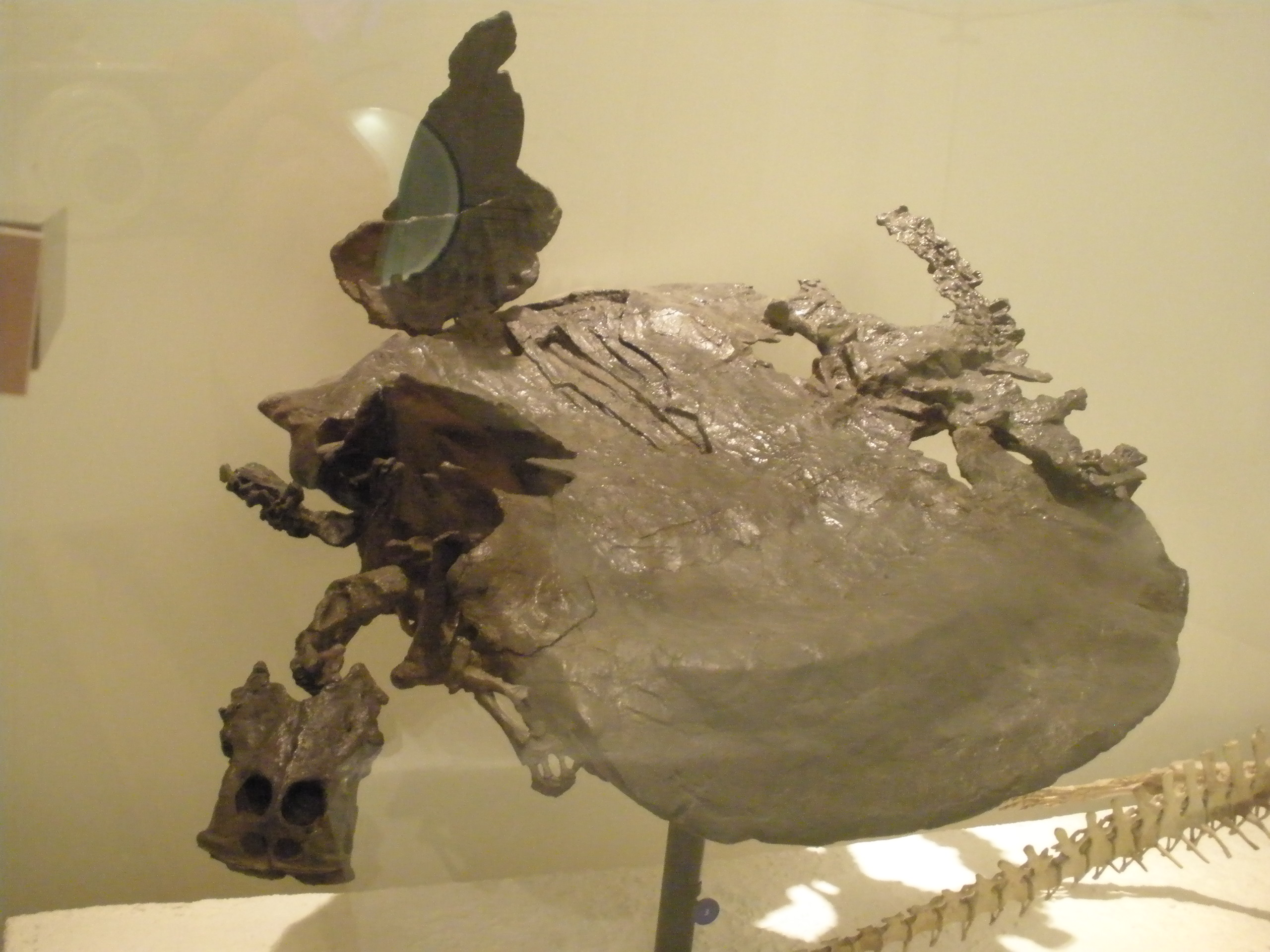
Henodus

## Kenmerken
Henodus werd ongeveer een meter lang en had een breed, zeer plat lichaam. Zijn schedel was breed en ruwweg rechthoekig, de ogen en neusgaten waren dicht bij elkaar, ver naar voren nabij de punt van de snuit. Van opzij gezien is de voorste schedel naar beneden gebogen zodat de ogen en neusgaten naar voren wijzen. De tanden waren gereduceerd tot één paar tanden aan de achterkant van het verhemelte en één in de onderkaak. Langs de randen van de boven- en onderkaak bevinden zich kanaalachtige holten waarin waarschijnlijk hoornige kaakstrips vergelijkbaar met die van de schildpadden of baardachtige uitgroei waren verankerd. Het intermaxillaire bot (premaxillair) had een neerwaartse, scherpgerande uitgroei, met een reeks tandachtige dentikels aan de buitenrand. De onderkaak was sterk, maar de lage onderkaak laat zien dat de beet van Henodus niet zo sterk was als die van andere Placodontia.
De op de botten zichtbare spieraanhechtingen geven aan dat de kaakspieren geschikt waren om de mond snel te openen, terwijl het grote tongbeen voor een soepele keel spreekt. Vrijwel driehoekige schubben, waarvan het aantal en de vorm individueel verschillen, zijn te vinden aan de achterkant van de schedel. Terwijl het supratemporale venster, het bovenste schedelvenster in het slaapgebied, normaal wordt ontwikkeld bij andere Placodontia, werd het bij Henodus secundair gesloten, zodat de schedel, net als die van de schildpadden, gesloten en zonder vensters is. De schildpadachtige gepantserde hoornen romp van Henodus kwam ongeveer overeen met die van Cyamodus, het pantser was alleen veel breder. Het werd gevormd uit een mozaïek van talrijke, veelhoekige osteodermen, die blijkbaar werden bedekt met een epidermale laag. De rompwervels waren met het pantser versmolten en in aantal verminderd. De zijkanten waren ook beschermd en een buikpantser (plastron) was beschikbaar. Dat alles moest het dier beschermen tegen aanvallen van carnivore soorten, zoals ichthyosauriërs.

## Leefwijze
Henodus leefde in de zee, brakwatergebieden en lagunes. Henodus-fossielen komen uit lagune-afzettingen, die zich onder brakke- of zoetwateromstandigheden hebben gevormd. Henodus is de enige bekende Placodontia uit een niet-marien ecosysteem. In het verleden werd gedacht dat Henodus van schaaldieren leefde zoals andere Placodontia. Vanwege zijn kaakanatomie is het nu waarschijnlijker dat Henodus een filtervoeder was die in de bodem levende ongewervelden uit de modder filterde of zich voedde met drijvende ongewervelde dieren zoals kwallen. Hij is mogelijk ook in staat geweest om algen of andere vegetatie van rotsen te schrapen met de premaxillaire getande dentikels. Henodus is de enige placodont waarvan fossielen zijn gevonden op plaatsen die de suggestie wekken dat het dier niet in de zee leefde maar in brak of zoet water.

## Classificatie
Henodus werd voor het eerst wetenschappelijk beschreven in 1936 door de Duitse paleontoloog Friedrich von Huene, destijds de toonaangevende expert voor fossiele reptielen in Europa. De Placodontia (gipsgetande hagedissen) waarin dit geslacht is geplaatst behoren tot de Sauropterygia. Binnen de Placodontia wordt Henodus geplaatst in de monotypische familie Henodontidae en is het nauwst verwant aan Cyamodus. Samen hiermee vormt Henodus de groep Cyamodontida binnen de Placodontia.